# ホクスン
ホクスン（Hoxne、[ˈhɒksən]）は、イングランドサフォーク州ミッドサフォーク(Mid Suffolk)地区にある、古代から存続する集落。ノーフォーク州ディス(Diss)の東南東およそ5マイル(8km)、ウェイヴニー川(River Waveney)の南方およそ半マイル(800m)に位置している。ホクスンのパリッシュ（教区）は変則的な形状をしており、ホクスンの集落に加え、近隣のクロス・ストリート (Cross Street)やヘックフィールド・グリーン(Heckfield Green)の集落もその範囲に含み、さらに細長い範域が舌状に南へ伸びて、かつてのイギリス空軍ホーラム基地(RAF Horham)飛行場跡の一部に至っている。

## 概要
村落の周辺地域では、ローマ時代の宝物を収めたホクスン財宝(Hoxne Hoard)と称される櫃や、初期の手斧類が発見されており、さらにブリテン諸島における更新世中期の氷期のひとつホクソニアン・ステージ(Hoxnian Stage)すなわち「ホクソニアン間氷期」の標式遺跡となっているなど、考古学的に注目されている。
この村はまた、ザ・スワン・イン(The Swan Inn)の所在地でもある。このパブは、イギリス指定建造物のグレード2に指定されている15世紀に建てられた宿舎の建物に入っており、以前はビショップス・ロッジ(Bishops Lodge)という名で知られていた。このパブは村の中心の緑地の低くなっている方の端、郵便局と食料品店の向かいにあり、エドマンド殉教王記念碑と橋からも歩いてすぐの場所にある。ノリッジの主教であったヘンリー・ル・ディスペンサー(Henry le Despencer)が1480年に建てたこの建物には長い歴史が刻まれており、レストランでもバーでも、飾り立てられた天井の梁や厚い敷板が張られた床に、信仰の地としてのホクスンの過去が反映されている。
ジョン・フレールは、ホクスンで発見された燧石製の武器について、その重要性を認識し、記述を残した最初の人物であった。彼がロンドン考古協会に送った書簡に記された、ホクソニアン間氷期の湖跡から様々な地層にわたって発見される燧石製遺物についての記述は、1800年に公刊された。ジョン・フレールはサフォーク州ウェストホープ(Westhorpe)に生まれたが、住んでいたのはディスのロイドン・ホール(Roydon Hall)であった。

## 伝説
言い伝えられるところでは、イースト・アングリアの王であったエドマンド殉教王は、侵入したデーン人に追われ、当時、黄金の橋(Gold Bridge)として知られていた橋の下に身を潜めた。ところが、通りかかった新婚早々の夫婦が、王の黄金の拍車に目を留め、敵に王の居場所を知らせてしまう。伝説によれば、聖エドマンドは、結婚するためにこの橋を通るすべてのカップルに呪いをかけたという。